# Gornji Grad-Medveščak
Gornji Grad-Medveščak ist ein Stadtteil der kroatischen Hauptstadt Zagreb. Gornji Grad bedeutet auf Deutsch übersetzt „Oberstadt“. Er liegt etwa in der Stadtmitte und gemäß der Bevölkerungszählung aus dem Jahr 2001 leben in diesem Stadtteil 36.384 Einwohner. Die Fläche des Stadtteils beträgt 10,12 km².
Zu diesem Stadtteil zählen die ältesten Teile der Zagreber Altstadt und einige der interessantesten Sehenswürdigkeiten der Stadt: Sowohl das Kroatische Parlament (Sabor), als auch die Kathedrale von Zagreb befinden sich im Gornji Grad. Hier befindet sich auch die beliebte Tkalčićeva-Straße mit ihren zahlreichen Straßencafés.

## Regierung
Mit einer Bevölkerung zwischen 30.000 und 50.000 Einwohner gibt es für Gornji Grad-Medveščak einen Bezirksrat mit 15 Mitgliedern. 2005 wurde der heutige Rat formiert. Die größte Koalition, welche sechs Mitglieder zählt, besteht aus der Sozialdemokratischen Partei (SDP), der Kroatischen Bauernpartei (HSS) und der Kroatischen Rentnerpartei (HSU). Die nächstkleinere Koalition besteht aus der Kroatischen Demokratischen Union (HDZ), dem Demokratischen Zentrum (DC) und der Kroatischen Sozial-Liberalen Partei (HSLS) und kommt auf drei Mitglieder. Die Koalition SDP-HSS-HSU stellt den Ratspräsident Anđelko Šućur (SDP) und den Ratsvizepräsidenten Miljenko Radetić (auch SDP). Die Kroatische Partei des Rechts, die Kroatische Volkspartei (HNS) und die Grüne Aktion haben jeweils zwei Mitglieder im Rat.

## Stadtviertel in Gornji Grad-Medveščak
Früher gab es 13 Kommunen in Gornji Grad-Medveščak. Das Kommunensystem wurde 1994 abgeschafft, und Zagreb wurde die einzige Stadt in Kroatien ohne Kommunen. Die ehemalige Kommunen waren „August Cesarec“, Gornji Grad, Gupčeva zvijezda, „Ivan Kukuljević Sakcinski“, Kraljevac, Medveščak, Nova Ves, Petrova, Ribnjak, „Stjepan Radić“, Šalata, Tuškanac und Voćarska.
Bekannte, aber heutzutage nicht mehr offizielle Stadtviertel in Gornji Grad-Medveščak sind Gornji Grad (Oberstadt), Gupčeva zvijezda (Stern von Matija Gubec), Kaptol, Kraljevac, Medveščak, Mirogoj, Nova Ves, Pantovčak, Petrova, Ribnjak, Šalata, Tuškanac, Voćarska und Zelengaj.